# 张铎 (1979年)
张铎（1979年11月6日—），中国男演员。

## 生平
出生於黑龙江省哈尔滨。2002年毕业于上海戏剧学院，曾參加过多部影视剧的演出。2011年与香港演员陈松伶结婚。2013年因《新神探联盟之包大人来了》饰演包正一角引起广泛关注。

## 经历
- 1998年至2002年：上海戏剧学院98级学生，是全额奖学金获得者兼优秀毕业生。
- 曾短期留校任教于上戏。
- 2003年7月至今：上海话剧艺术中心演员
- 2004年至今：北京鑫宝源影视投资有限公司签约演员

## 影视作品

### 电视剧
- 《人间有情》
- 《野马河》
- 《奇人怪谈》
- 《恋爱新世纪》
- 《春风化雨》
- 2000年《情深深雨蒙蒙》饰 石磊
- 2004年《豪门惊梦》饰 乔晖
- 2004年《杀人有罪》饰 欧阳峰
- 2005年《紫玉金砂》饰 青年潘思雨
- 2005年《风吹云动星不动》饰 胡德林
- 2005年《刻骨铭心的爱》饰 唐进
- 2005年《给我一支烟》饰 李海涛
- 2005年《聂耳》饰 聂耳
- 2006年《五月的鲜花》饰 杨小东
- 2006年《你一定要幸福》饰 林震
- 2007年《血未冷》饰 曹永浩
- 2007年《非亲父子》饰 刘成
- 2007年《家有公婆》饰 舒新
- 2008年《我的青春谁做主》饰 高齐
- 2009年《镜海风云》饰 何明义
- 2009年《妈妈我爱你》饰 萧伯伟
- 2009年《郎心如铁》饰 汪东凡
- 2010年《情陷巴塞罗那》饰 陈涵
- 2010年《闪婚》饰 古峰
- 2010年《非常90后》饰 国学
- 2011年《深白》饰 欧阳锦程
- 2011年《首付》饰 林小堂
- 2011年《男人帮》饰 艾文
- 2012年《蚁族的奋斗》饰 虎一帆
- 2013年《老米家的婚事》饰 张小铎
- 2013年《宝贝》饰 孙哲
- 2013年《新神探联盟之包大人来了》饰 包正
- 2013年《老有所依》饰
- 2013年《极品女士第二季》(客串)
- 2014年《金牌律师》饰
- 2014年《青年医生》饰 沈青川
- 2016年《风云年代》饰 梁铜
- 2016年《功夫之爱的速递》饰 柳均浩
- 2016年《蔷薇的战争》饰 于冬
- 2016年《放弃我，抓紧我》饰 莫凡
- 2016年《北上广依然相信爱情》饰 萧然
- 2016年《我的继父是偶像》饰　康成
- 2018年《楼外楼》饰 洪家宝
- 2018年《暗刃》 饰 顾矽
- 2019年《青春斗》 饰 周丹墨
- 2019年《我们都要好好的》饰 郭子健(客串)
- 2019年《特赦1959》饰 王英光
- 2020年《谋局》饰 高栋
- 2020年《亲爱的，你在哪里》饰 陈生良
- 2020年《石头开花》饰  靳浩宇
- 2021年《美好的日子》饰 秋实
- 2021年《古董局中局之掠宝清单》饰 药慎行(客串)
- 2021年《风起洛阳》（网络剧）饰 武攸决
- 2021年《沉睡花园》饰 邵宁
- 2022年《血战松毛岭》（网络剧）饰 杨元泰
- 2023年《纵有疾风起》饰 馬迪(客串)
- 2023年《龙城》饰 陈宇呈(客串)
- 2023年《長月燼明》（网络剧）饰 大祭師
- 2023年《闪耀的她》（网络剧）饰 王立仁
- 2023年《做自己的光》饰 任杰
- 2023年《无所畏惧》饰 王銳(客串)
- 2024年《破茧 (第二季)》（网络剧）饰 宋柏青
- 2024年《多大点事儿》饰 刘先生
- 2024年《走向大西南》饰 趙三喜  (客串)
- 2024年《蔷薇风暴》饰 李维清
- 2025年《无所畏惧之永不放弃》饰  王锐
- 2025年《大河之水》 饰 赵明达
- 2025年《藏海传》 饰 星斗大师
- 2025年《爱上海军蓝》(2021年拍攝)饰 白紫剑
- 2025年《樱桃琥珀》 饰 蒋政
- 2025年《利剑·玫瑰》饰 葉修明
- 待播中《血盟千年》
- 待播中《球状闪电》（网络剧）
- 待播中《孤鹰》
- 待播中《生活最优解》
- 待播中《你好，1983》（网络剧）
- 待播中《暗河传》（网络剧）
- 待播中《闻香记》（网络剧）饰 齐世龙
- 待播中《奉陪到底》饰 黃冬青

### 电影
- 2010年《大爱人间》饰 葛明
- 2011年《魅妆》饰 丁朝阳
- 2015年《咱们结婚吧 》饰 汪云飞
- 2018年《春天的马拉松 》饰 方春天

### 话剧
- 《庄周戏妻》
- 《原野》
- 《大劈棺》
- 《牛虻》
- 《父归》
- 《安娜.桂丝蒂》
- 《复活》
- 《社会形象》
- 2003.09《我和春天有个约会》饰 Donny 、Danny
- 2003.10《长恨歌》饰 程先生、老克勒

## 幕后
- 2011年 搜狐首部门户剧《钱多多嫁人记》担任 制片人